# Anaxyrus quercicus
Anaxyrus quercicus es una especie de anfibio anuro de la familia de sapos Bufonidae. Anteriormente incluida en el género Bufo. Es un endemismo de las regiones costeras del sureste de Estados Unidos en los estados Virginia, Misisipi, Luisiana. Se considera la especie de sapo más pequeña de Norteamérica con una longitud de 33 mm.

## Descripción
Se puede identificar por la banda clara en el medio del dorso, marrón variable y manchas negras y proporcionalmente grandes glándulas parotoides. Son principalmente diurnos y se pueden encontrar en los bosques de pinos escondidos en los restos vegetales. Es una especie carnívora que se alimenta principalmente de insectos. La reproducción tiene lugar en estanques poco profundos provocados por las lluvias. Los machos tienen un saco bucal alargado que se extiende para producir su llamada característica.
Su hábitat natural son los bosques templados, matorrales, lagos y marismas temporales, tierras de cultivo, pastos, regadíos, canales y diques. Se encuentra amenazado por pérdida de su hábitat.

## Publicación original

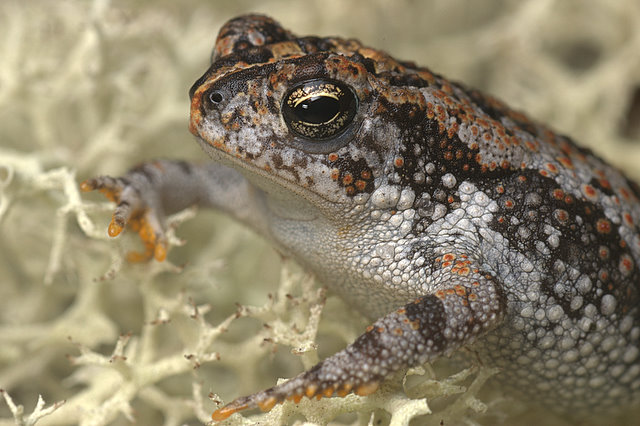
Anaxyrus quercicus

- Holbrook, 1840 : Descriptions of new genera and species of North American Frogs. North American herpetology, or, A description of the reptiles inhabiting the United States, vol. 4, p. 1–126 (texto íntegro).